# Полтъргайст (филм, 2015)
Вижте пояснителната страница за други значения на Полтъргайст.
„Полтъргайст“ (на английски: Poltergeist) е американски филм на ужасите от 2015 година на режисьора Гил Кенан по сценарий на Дейвид Линдзи-Абеър.
Филмът е римейк на „Полтъргайст“ на режисьора Тоуб Хупър от 1982 година. В центъра на сюжета е къща, обсебена от свръхестествени същества и опитите на живеещото в нея семейство да спаси малката си дъщеря от тях. Главните роли се изпълняват от Сам Рокуел, Роузмари Деуит, Джаред Харис, Джейн Адамс.